# Арбон (Окситания)
Арбо́н (фр. и окс. Arbon) — коммуна во Франции, находится в регионе Юг — Пиренеи. Департамент — Верхняя Гаронна. Входит в состав кантона Аспе. Округ коммуны — Сен-Годенс.
Код INSEE коммуны — 31012.

## География

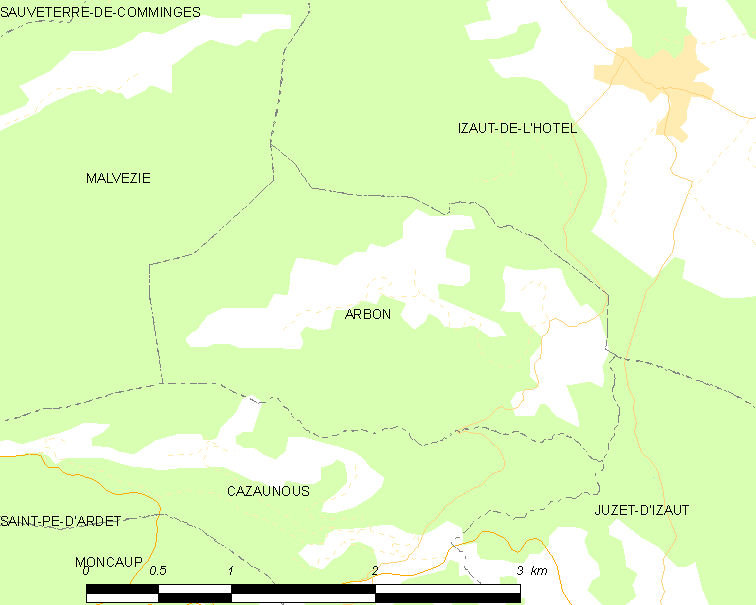
Карта коммуны

Коммуна расположена приблизительно в 670 км к югу от Парижа, в 90 км к юго-западу от Тулузы.
На востоке коммуны протекает река Жоб. Большую часть территории коммуны занимают леса.

## Климат
Климат умеренно-океанический. Зима мягкая и снежная, весна характеризуется сильными дождями и грозами, лето сухое и жаркое, осень солнечная. Преобладают сильные юго-восточные и северо-западные ветры.

## Население
Население коммуны на 2010 год составляло 92 человека.
| 1962 | 1968 | 1975 | 1982 | 1990 | 1999 | 2010 |
| ---- | ---- | ---- | ---- | ---- | ---- | ---- |
| 115  | 94   | 98   | 78   | 67   | 76   | 92   |

## Администрация
| Период | Период | Фамилия      | Партия | Примечания |
| ------ | ------ | ------------ | ------ | ---------- |
| 2001   | 2008   | Теодор Анкос |        |            |
| 2008   | 2020   | Андре Эспарб |        |            |

## Экономика
В 2010 году среди 55 человек трудоспособного возраста (15—64 лет) 31 были экономически активными, 24 — неактивными (показатель активности — 56,4 %, в 1999 году было 69,2 %). Из 31 активных жителей работали 28 человек (14 мужчин и 14 женщин), безработных было 3 (2 мужчин и 1 женщина). Среди 24 неактивных 3 человека были учениками или студентами, 16 — пенсионерами, 5 были неактивными по другим причинам.